# Jabalcuz
Jabalcuz es un monte situado al sur de la ciudad de Jaén (España), a escasos kilómetros de ésta. Se sitúa entre los términos municipales de Los Villares, Jamilena, Torredelcampo y Jaén, y su altitud es de 1614 m s. n. m.
Jabalcuz suele ser considerada erróneamente de manera popular como un volcán, siendo en realidad una elevación caliza de origen sedimentario donde existen manantiales termales de origen kárstico, cuyas aguas se calientan debido al gradiente geotérmico. 
La existencia de estos manantiales termales determinó la construcción del antiguo balneario y jardines de Jabalcuz.
En la falda noroeste de la sierra, término municipal de Torredelcampo, se encuentra el espacio natural de Cerro Miguelico, donde se localiza el bosque de la Bañizuela.

## Toponimia
El arabista español Asín Palacios planteaba el origen del nombre Jabalcuz de la derivación del nombre árabe yabal al-kūz (جبل الكوز) o «monte de la jarra», basándose en la semejanza final del topónimo con el nombre árabe kūz ("jarra"). Sin embargo, Manuel Sánchez Martínez, profesor de la Universidad de Barcelona (Departamento de Historia Medieval) entre 1970 y 1986, planteaba el origen del topónimo como yabal al-qust ("monte del costo"), citado literalmente por Abdallah al-Bakri en un capítulo dedicado a describir la variedad vegetal y mineral de Al-Ándalus, debido a la abundancia del costo hortense (Tanacetum balsamita) en dicho monte, planta medicinal de crecimiento espontáneo en Andalucía.